# Мањаго
Мањаго (итал. Magnago) је насеље у Италији у округу Милано, региону Ломбардија.
Према процени из 2011. у насељу је живело 8726 становника. Насеље се налази на надморској висини од 200 м.

## Становништво
Према резултатима пописа становништва 2011. у општини је живело 9.085 становника.
| 1931. | 1936. | 1951. | 1961. | 1971. | 1981. | 1991. | 2001. | 2011. |
| ----- | ----- | ----- | ----- | ----- | ----- | ----- | ----- | ----- |
| 3.607 | 3.737 | 4.256 | 5.274 | 6.355 | 6.880 | 6.922 | 7.811 | 9.085 |